# Michael Turner (Footballspieler)
Michael Turner (* 13. Februar 1982 in Waukegan, Illinois) ist ein ehemaliger US-amerikanischer American-Football-Spieler auf der Position des Runningbacks. Er spielte neun Jahre für die San Diego Chargers und den Atlanta Falcons in der National Football League (NFL).

## Frühe Jahre
Turner ging auf die High School in North Chicago, Illinois. Später ging er auf die Northern Illinois University. Insgesamt erlief er für das College-Football-Team in drei Jahren 3.293 Yards bei 630 Laufversuchen (5,2 Yards pro Laufversuch).

## NFL

### San Diego Chargers
Turner wurde im NFL-Draft 2004 in der fünften Runde als insgesamt 154. Spieler von den San Diego Chargers ausgewählt. In seinem ersten Jahr war er hauptsächlich Bestandteil des Special Teams der Chargers. Auch in den drei Jahren danach war er nur Backup-Runningback hinter Pro Bowler LaDainian Tomlinson. Turner erzielte für die Chargers zwischen 2005 und 2007 sechs Touchdowns, seinen ersten in seiner Karriere am 20. November 2005 beim 48:10-Sieg gegen die Buffalo Bills.

### Atlanta Falcons
Am 2. März 2008 unterschrieb Turner einen Sechs-Jahres-Vertrag bei den Atlanta Falcons. Bereits in seinem ersten Saisonspiel gegen die Detroit Lions brach er den Einzelspiel-Franchise-Rekord für die Falcons, indem er 220 Yards bei 22 Laufversuchen erzielte und dabei zwei Touchdowns erlief. Insgesamt erlief er in seiner ersten Saison für die Falcons 1.699 Yards, mehr Yards als in den vier vorherigen Jahren bei den Chargers zusammen. Außerdem erzielte er in der Saison seinen persönlichen Karrierebestwert bei erzielten Touchdowns (17).  2008 und 2010 wurde Turner für den Pro Bowl nominiert. Am 1. März 2013 wurde Turner entlassen. In seinen fünf Jahren bei den Falcons erzielte er 61 Touchdowns, 60 davon erlaufen, was einen Franchise-Rekord darstellt.